# La Florisante
La Florisante es una localidad de Trinidad y Tobago, que forma parte de la región de Tunapuna-Piarco.

## Geografía
La localidad abarca parte de la isla Trinidad y limita al norte, sur y este con La Resource y al oeste con Arouca y D'Abadie.

## Demografía
Datos demográficos de la localidad de La Florisante:
| Gráfica de evolución demográfica de La Florisante entre 2000 y 2011 |
|                                                                     |